# 미니 유럽

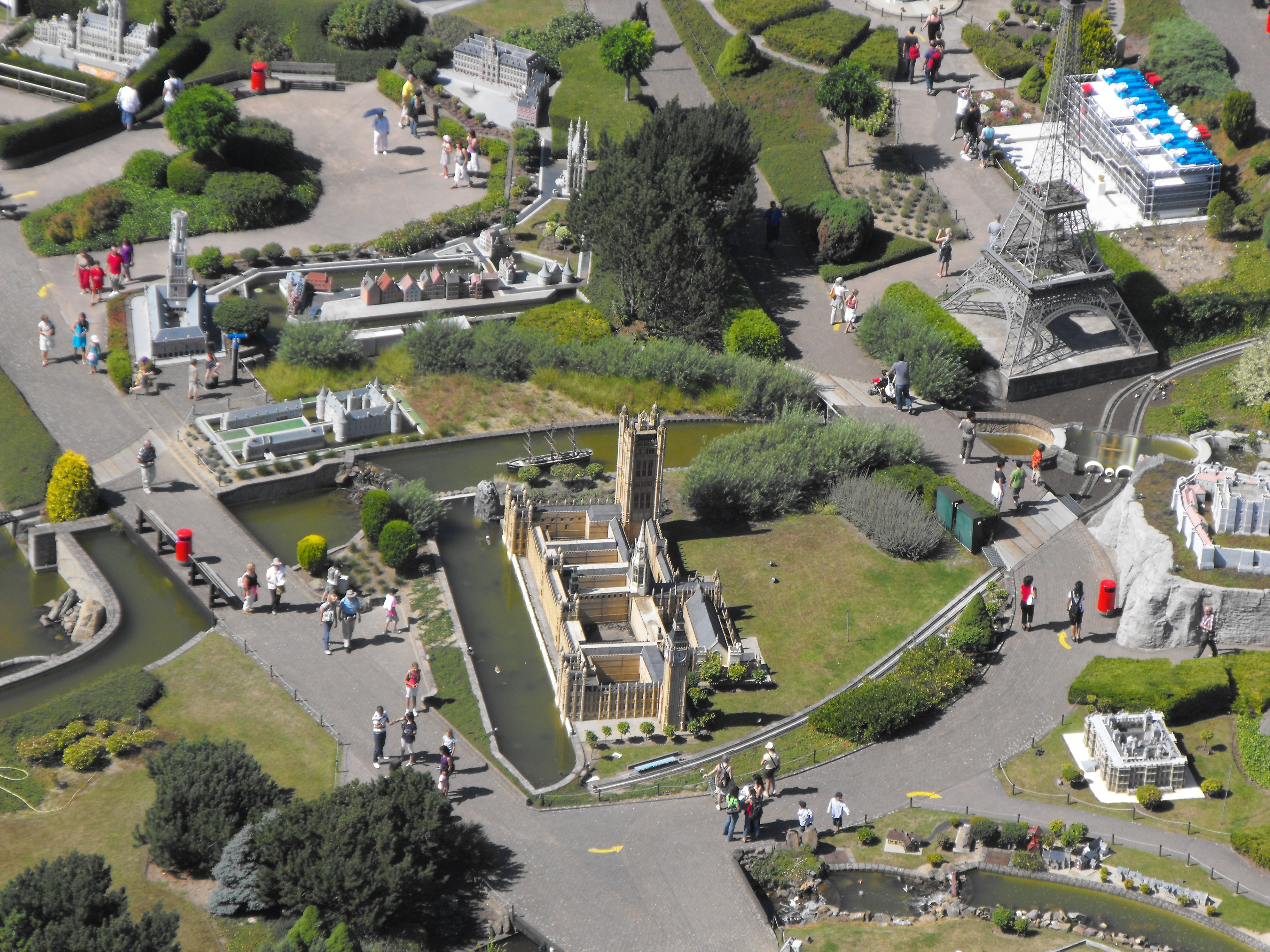
미니 유럽

미니 유럽(Mini-Europe)은 벨기에 브뤼셀에 위치한 미니어처 테마파크이다. 1989년 문을 열었다.

## 사진

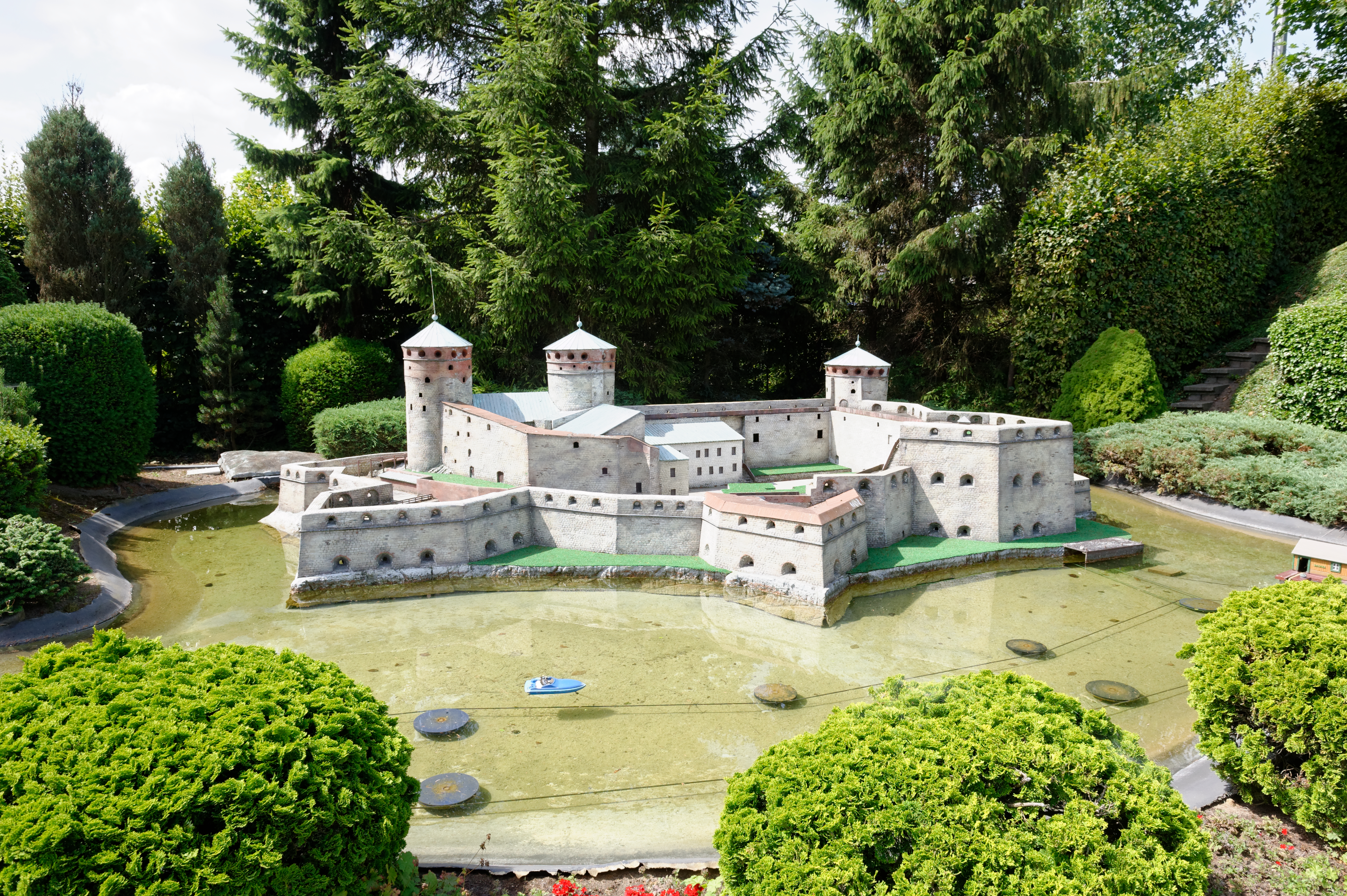
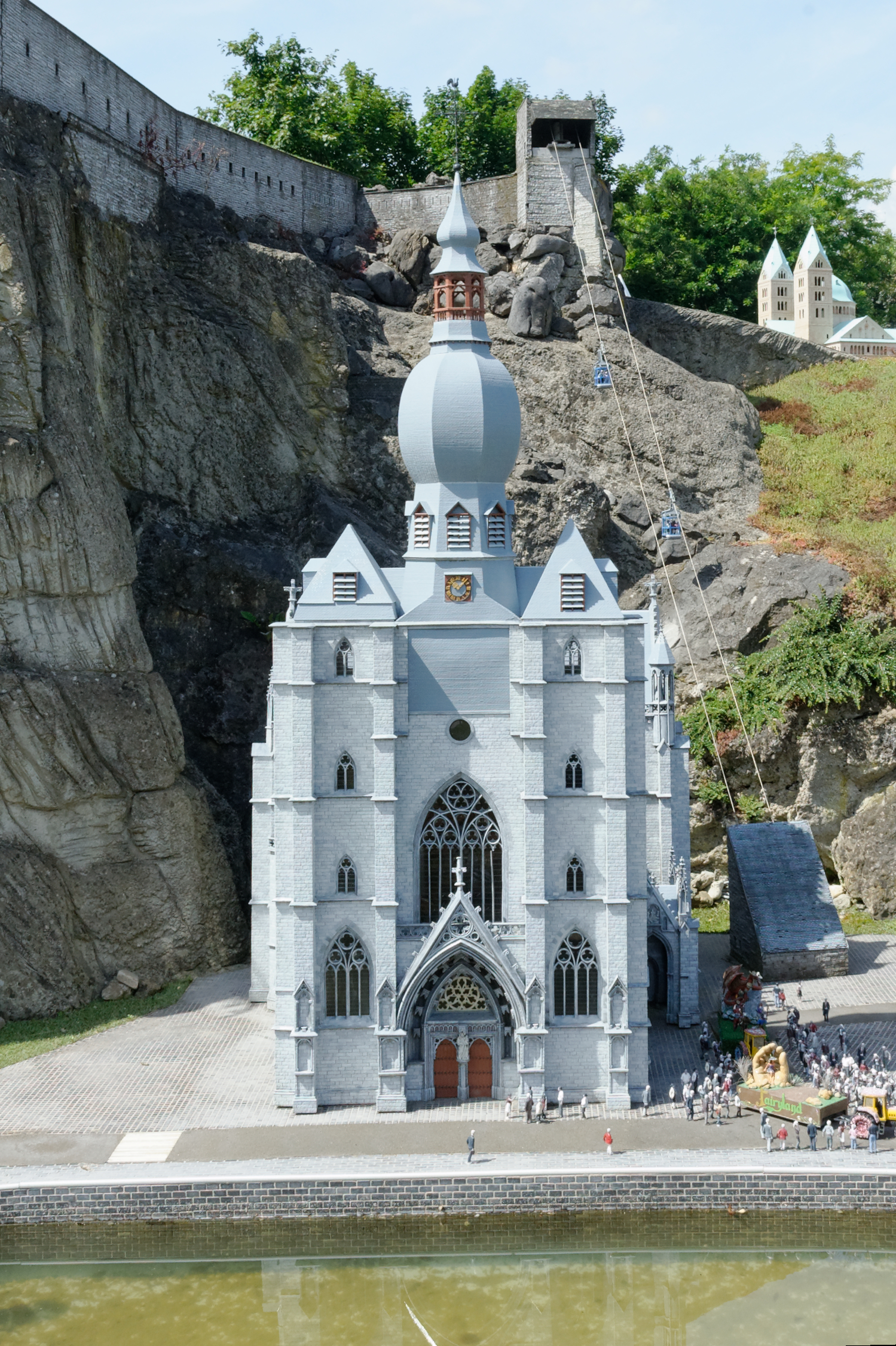
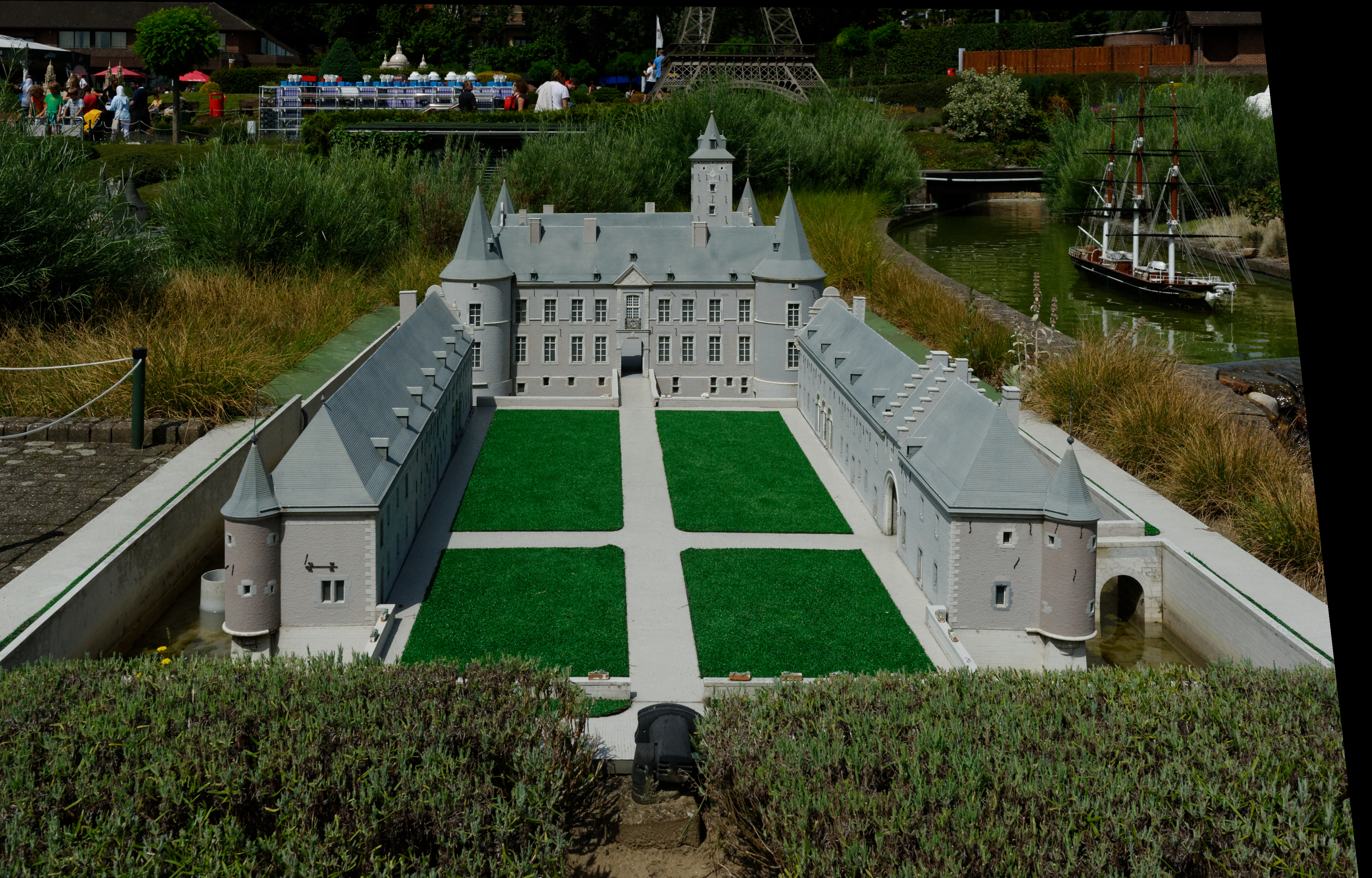
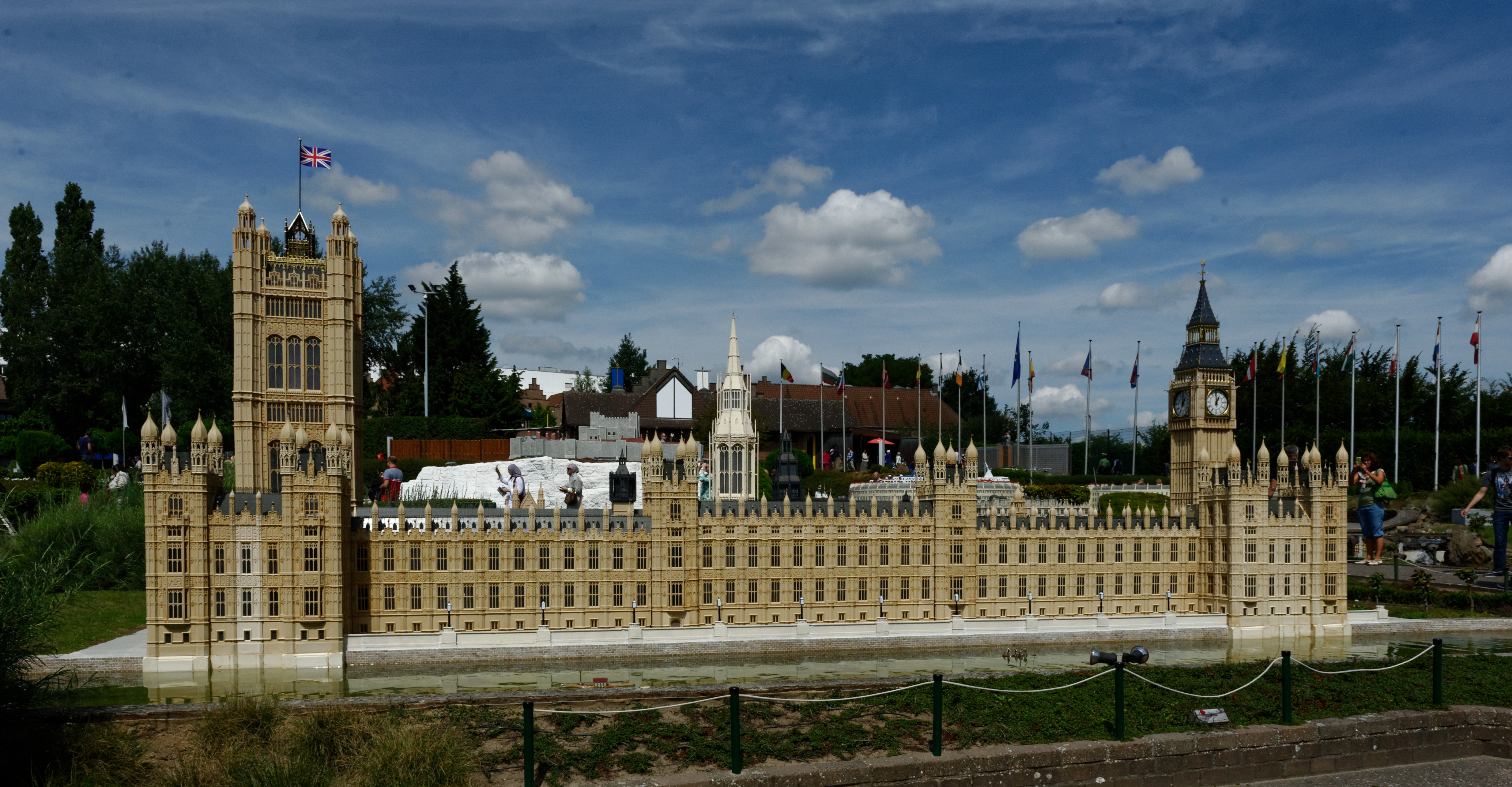
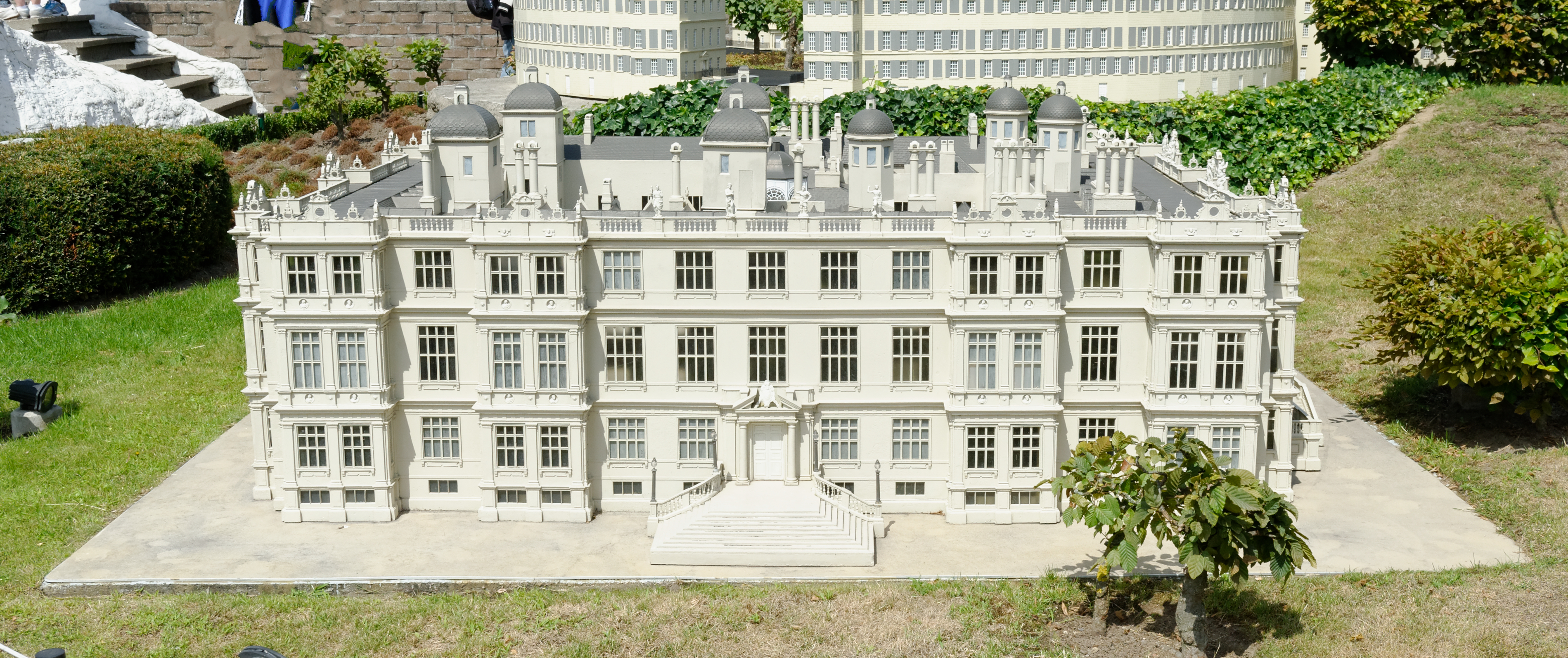
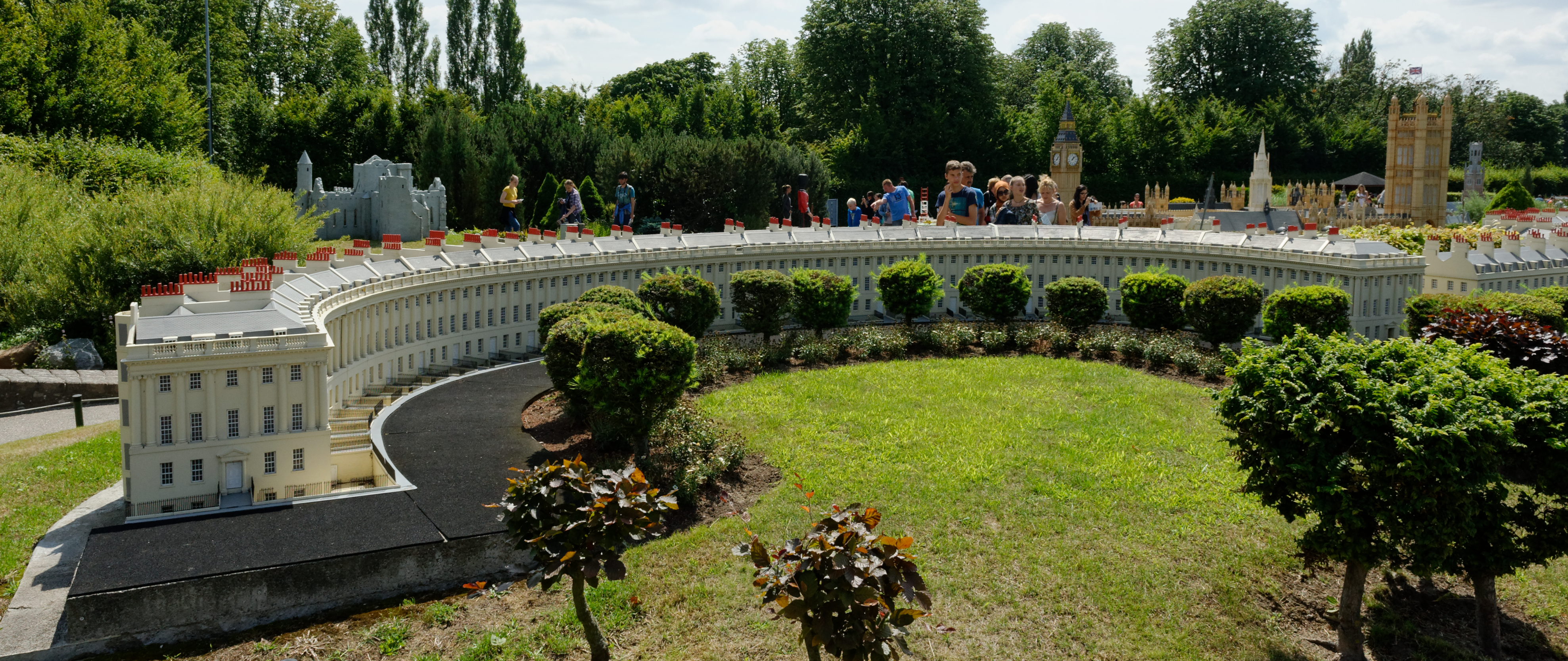
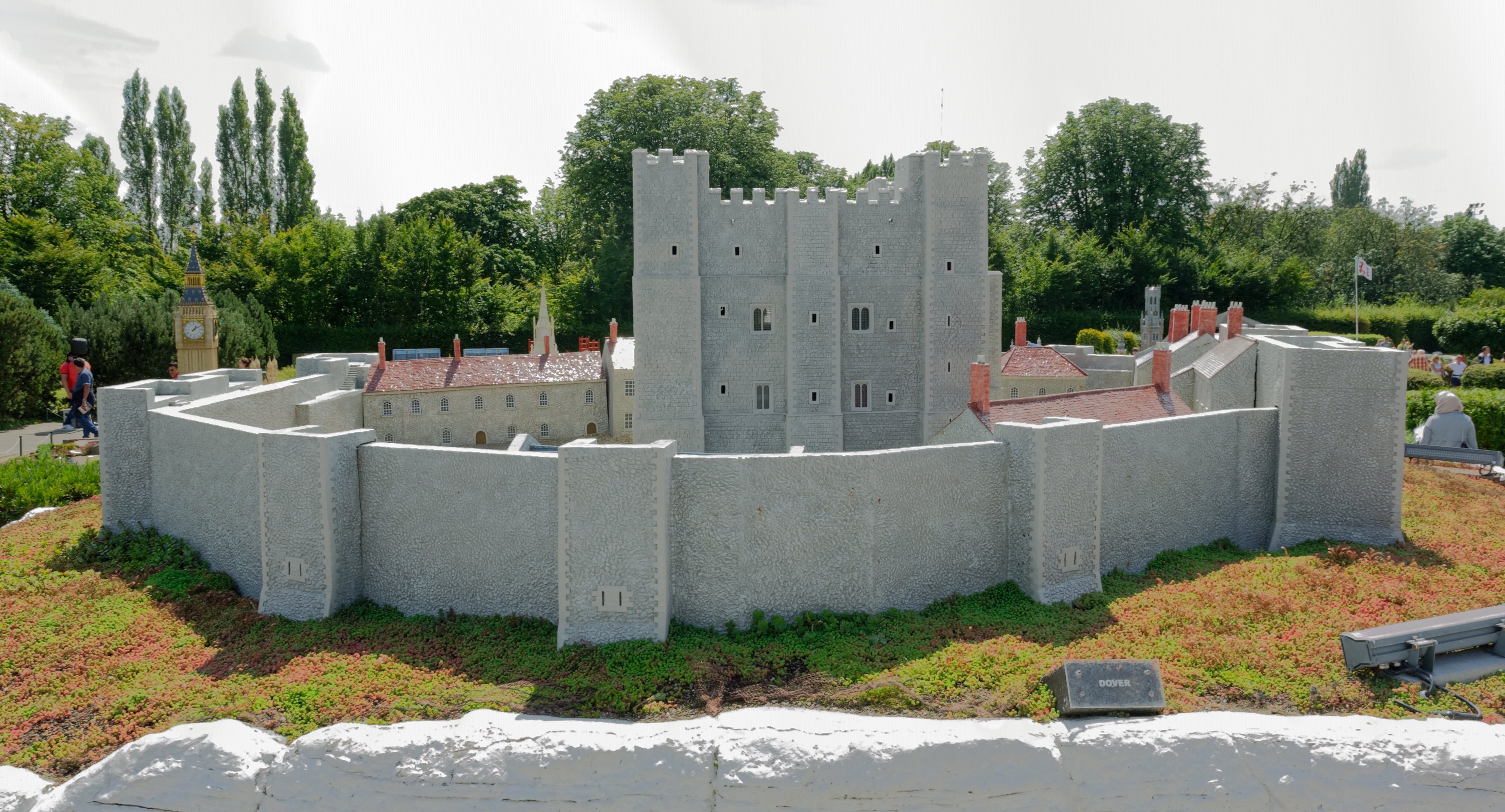
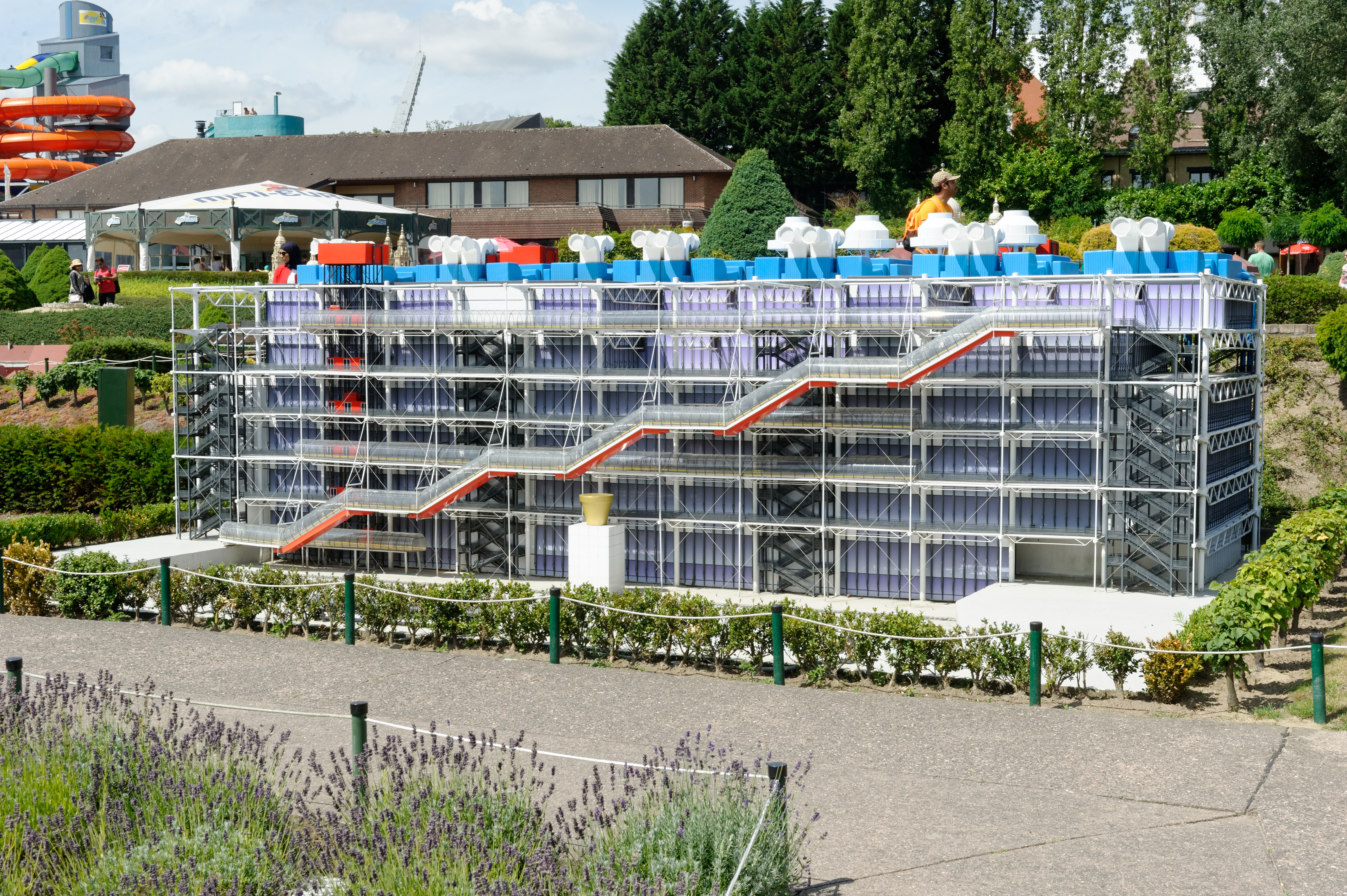
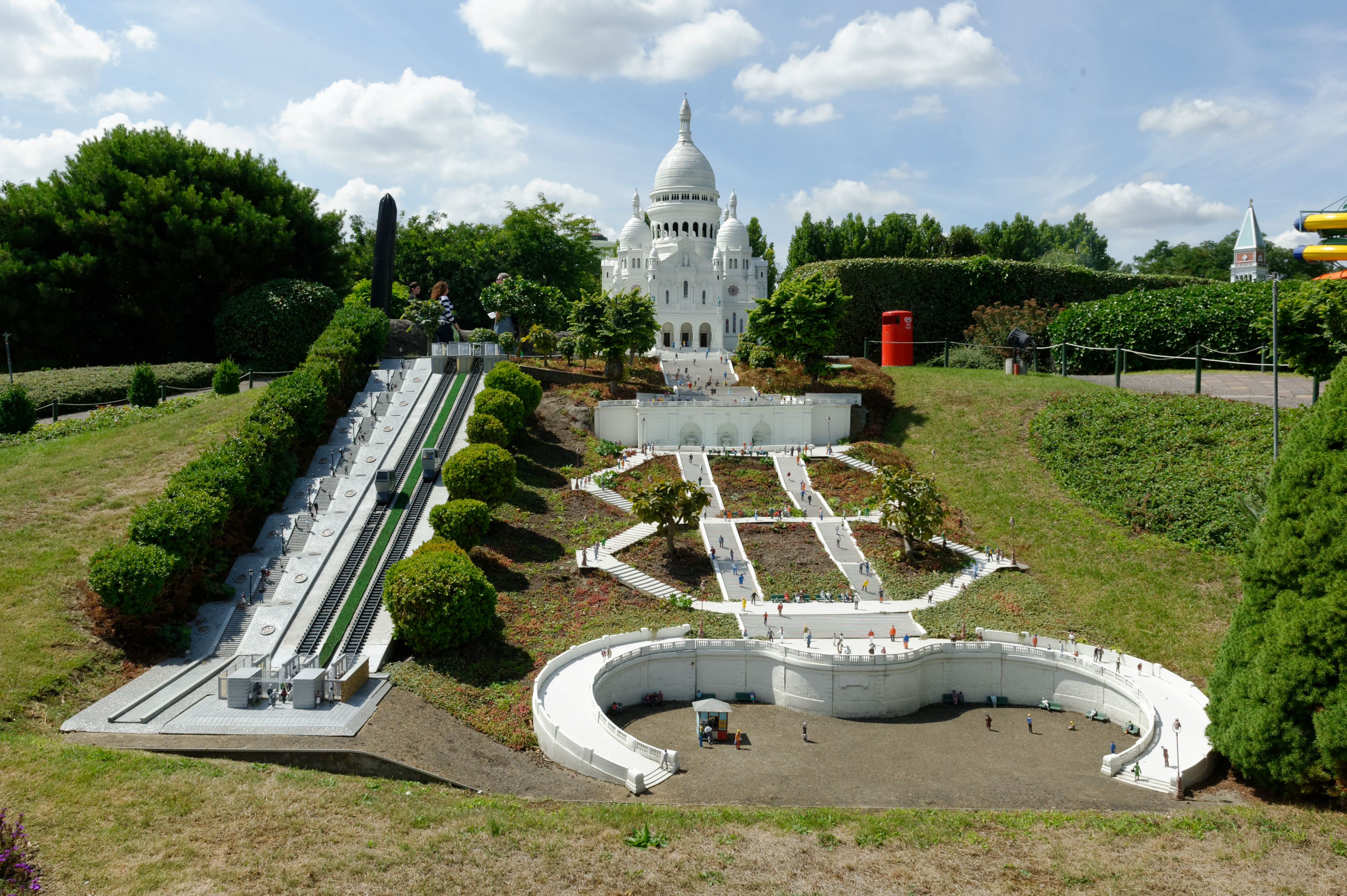
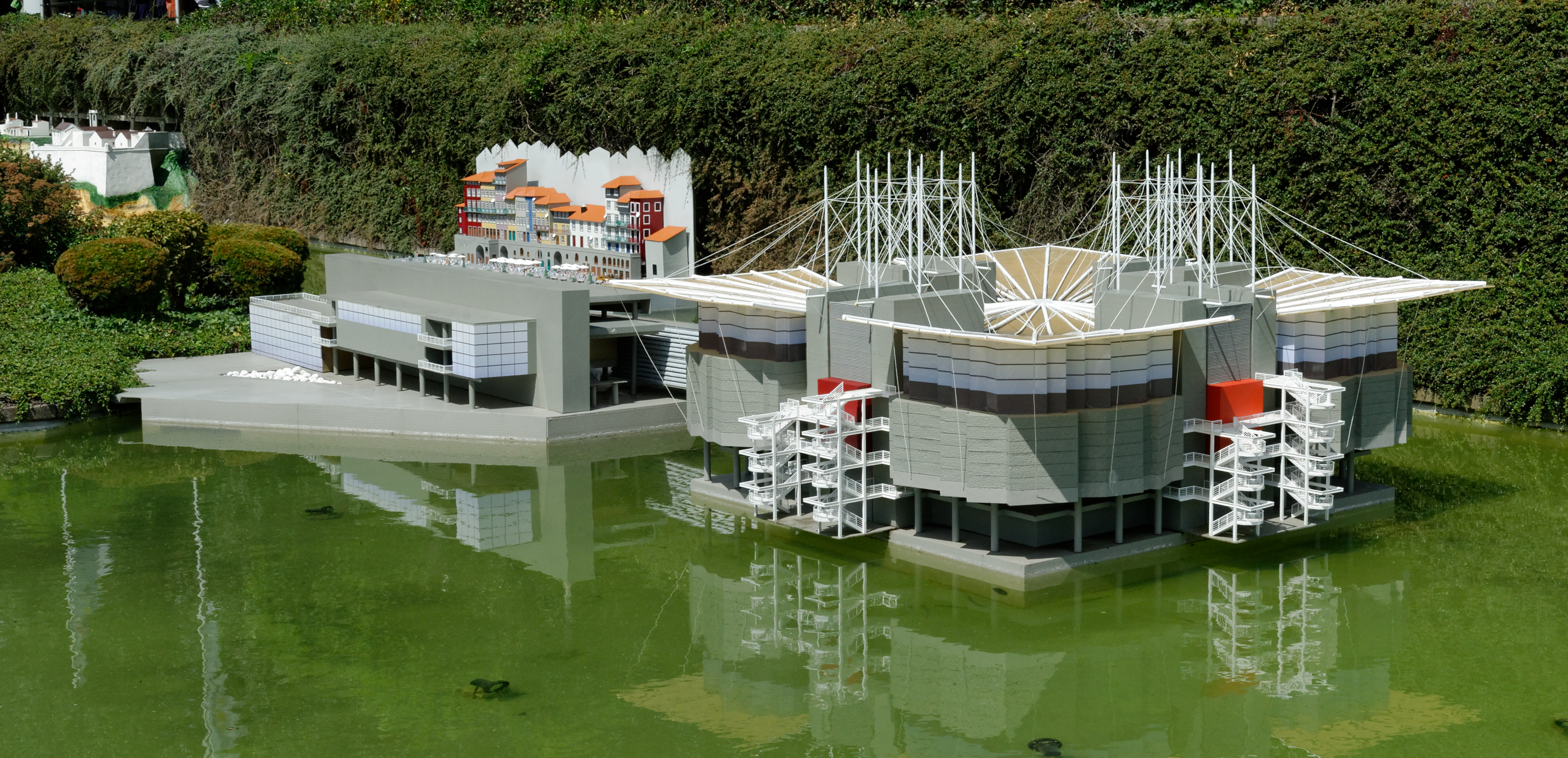
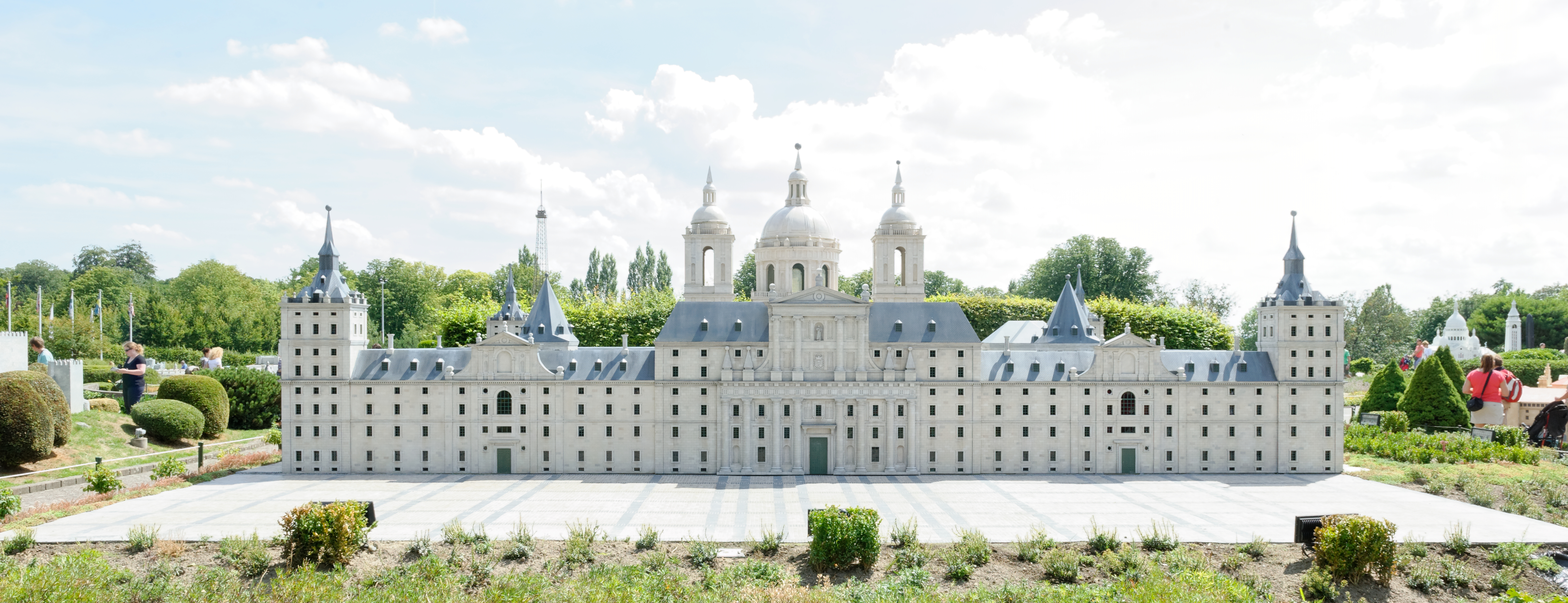
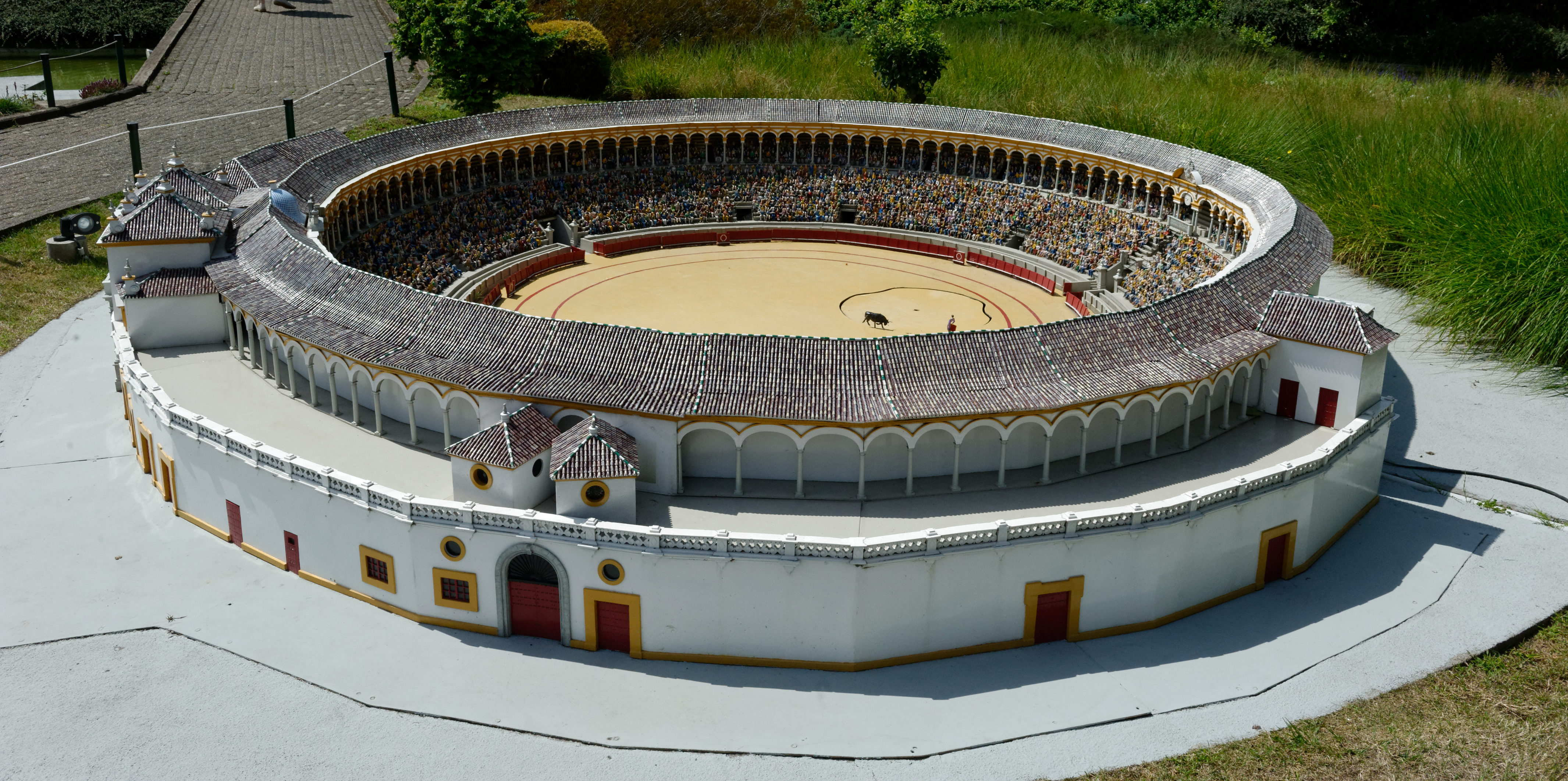
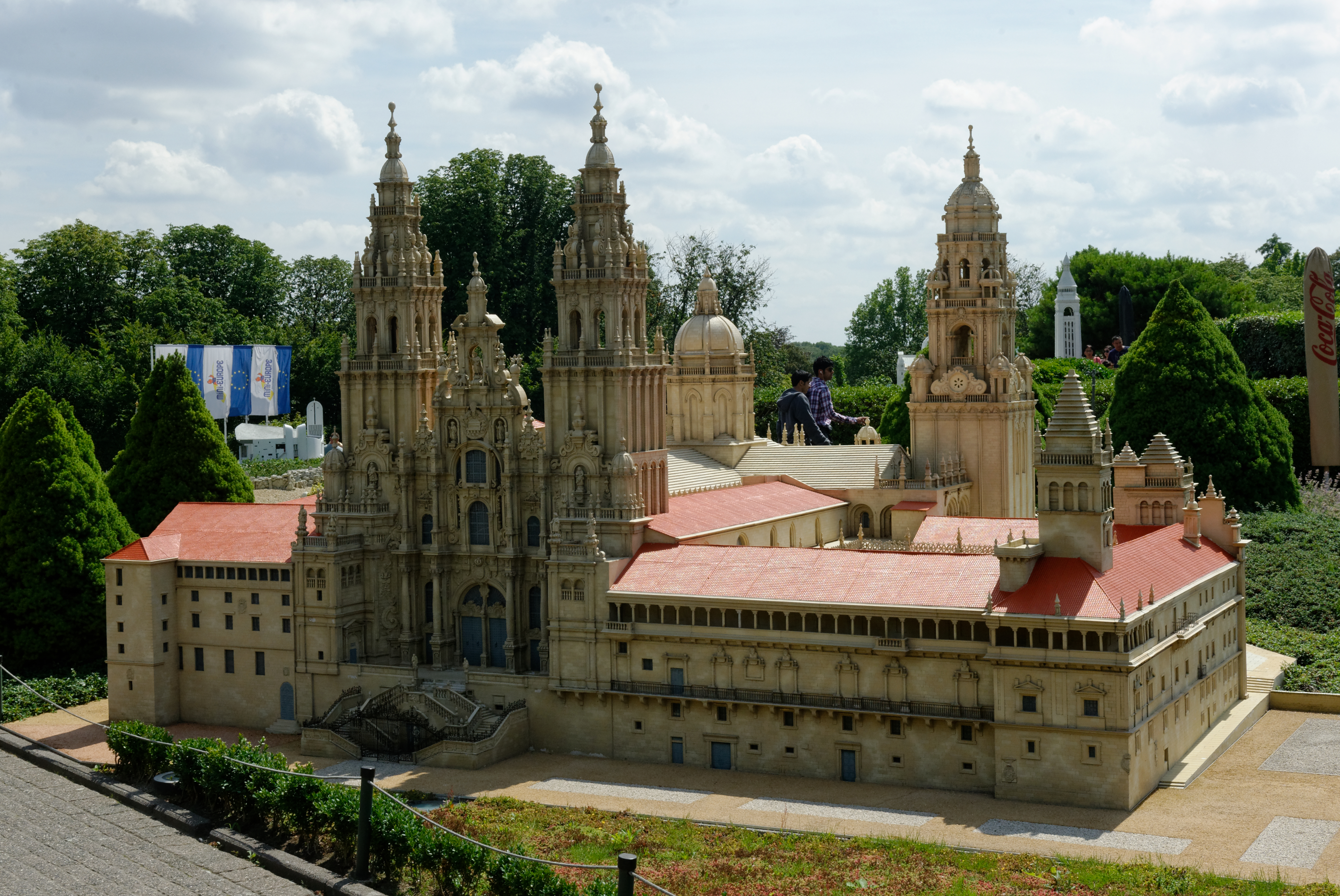
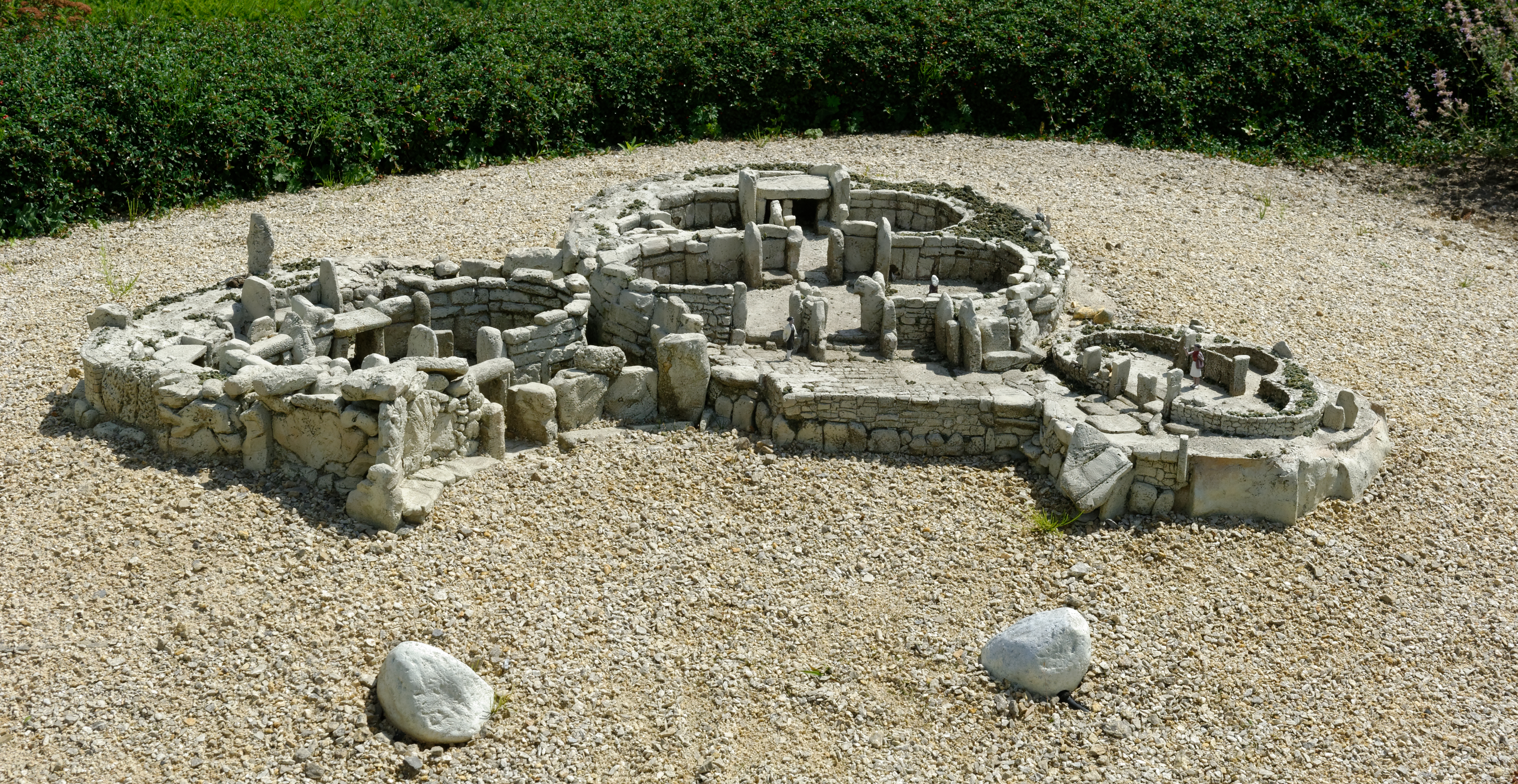
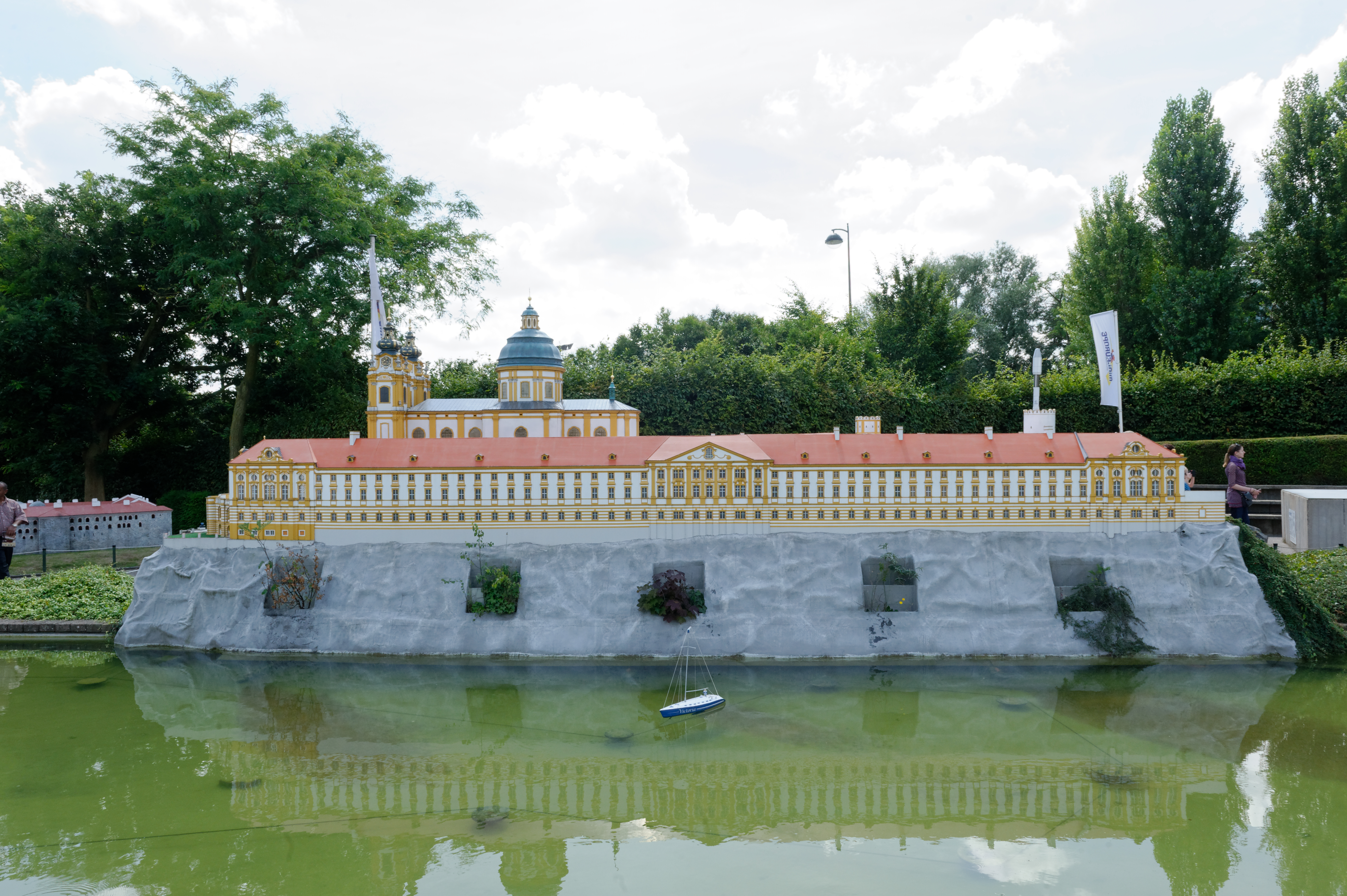
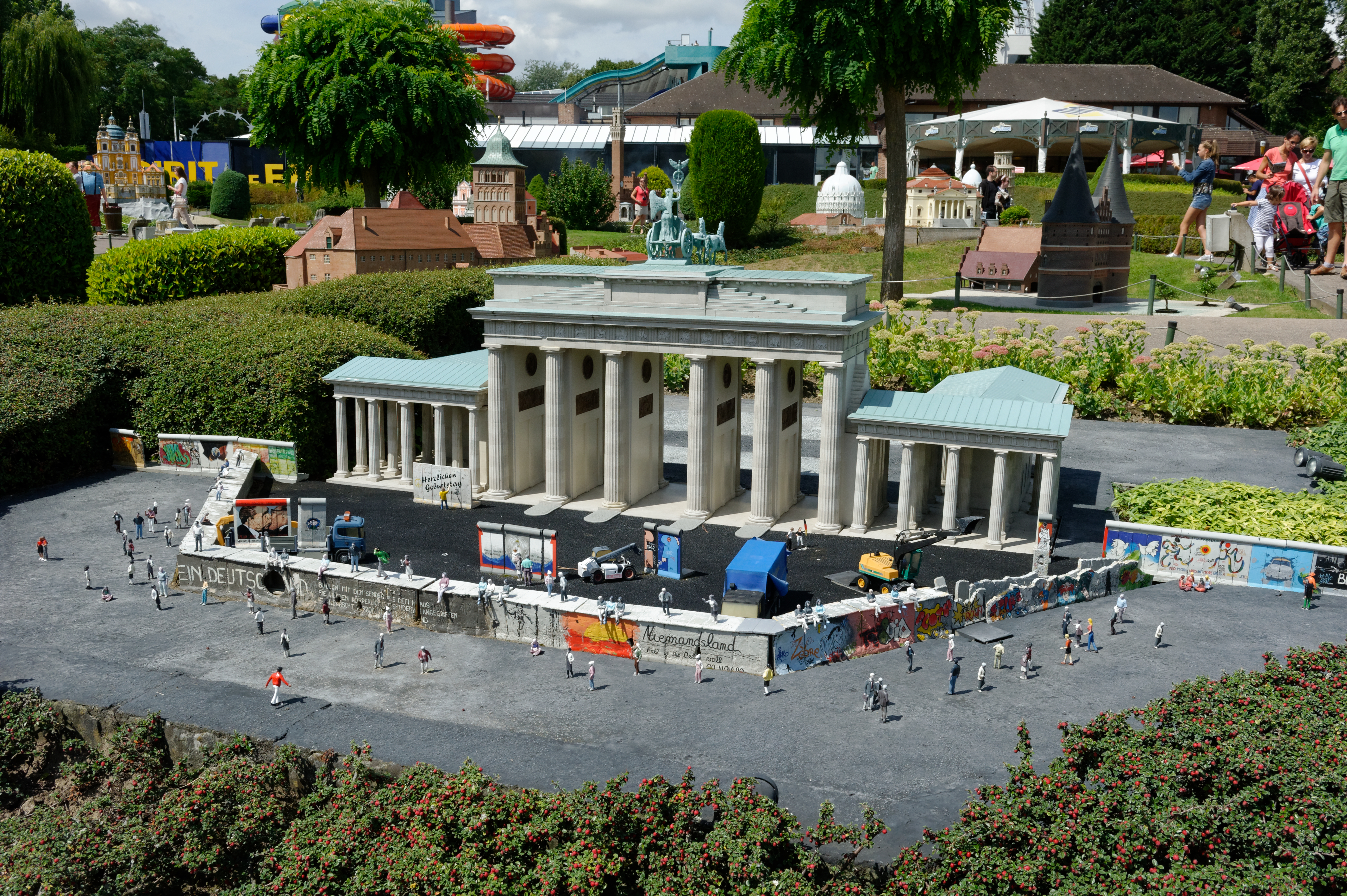
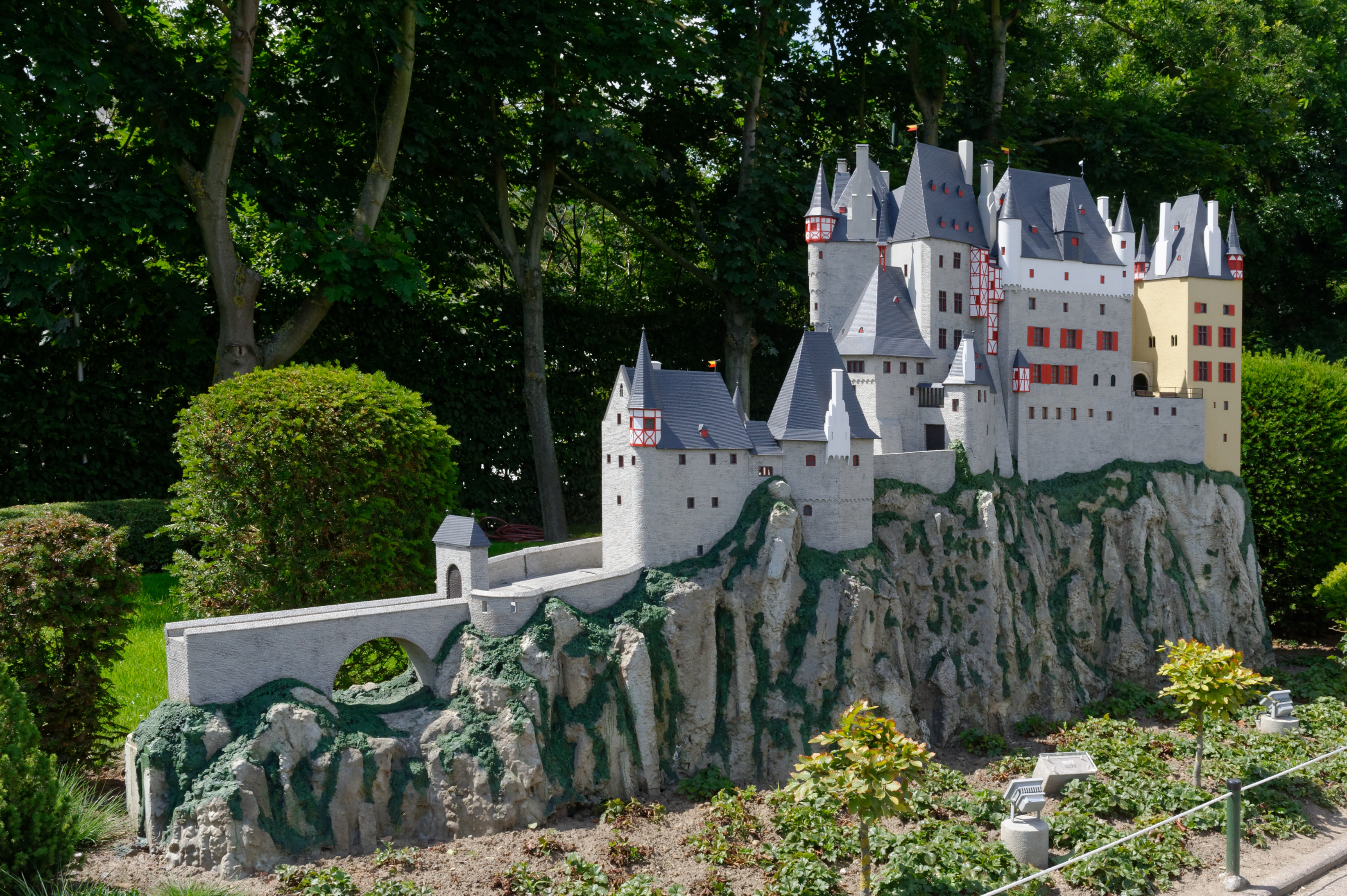
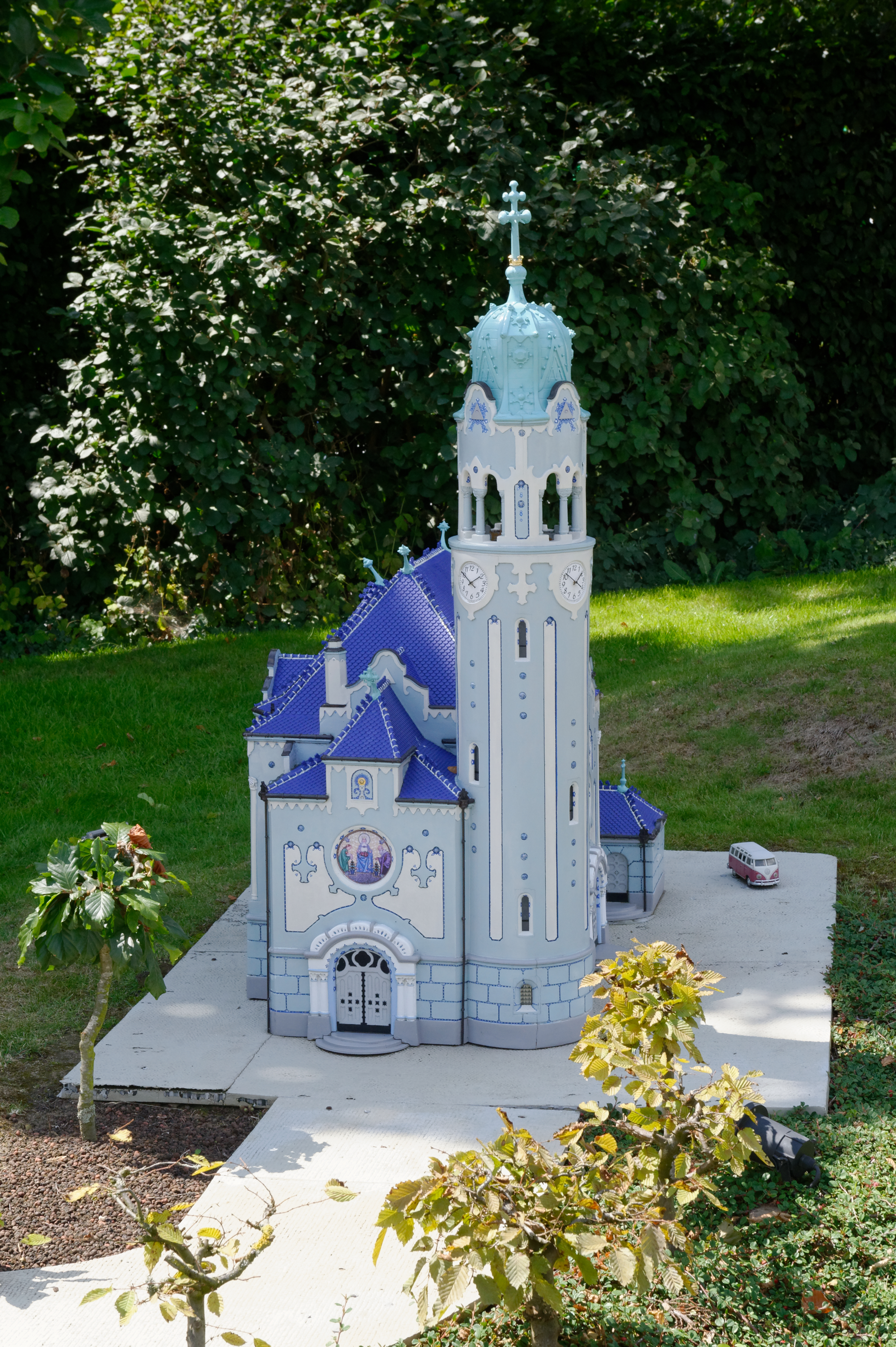
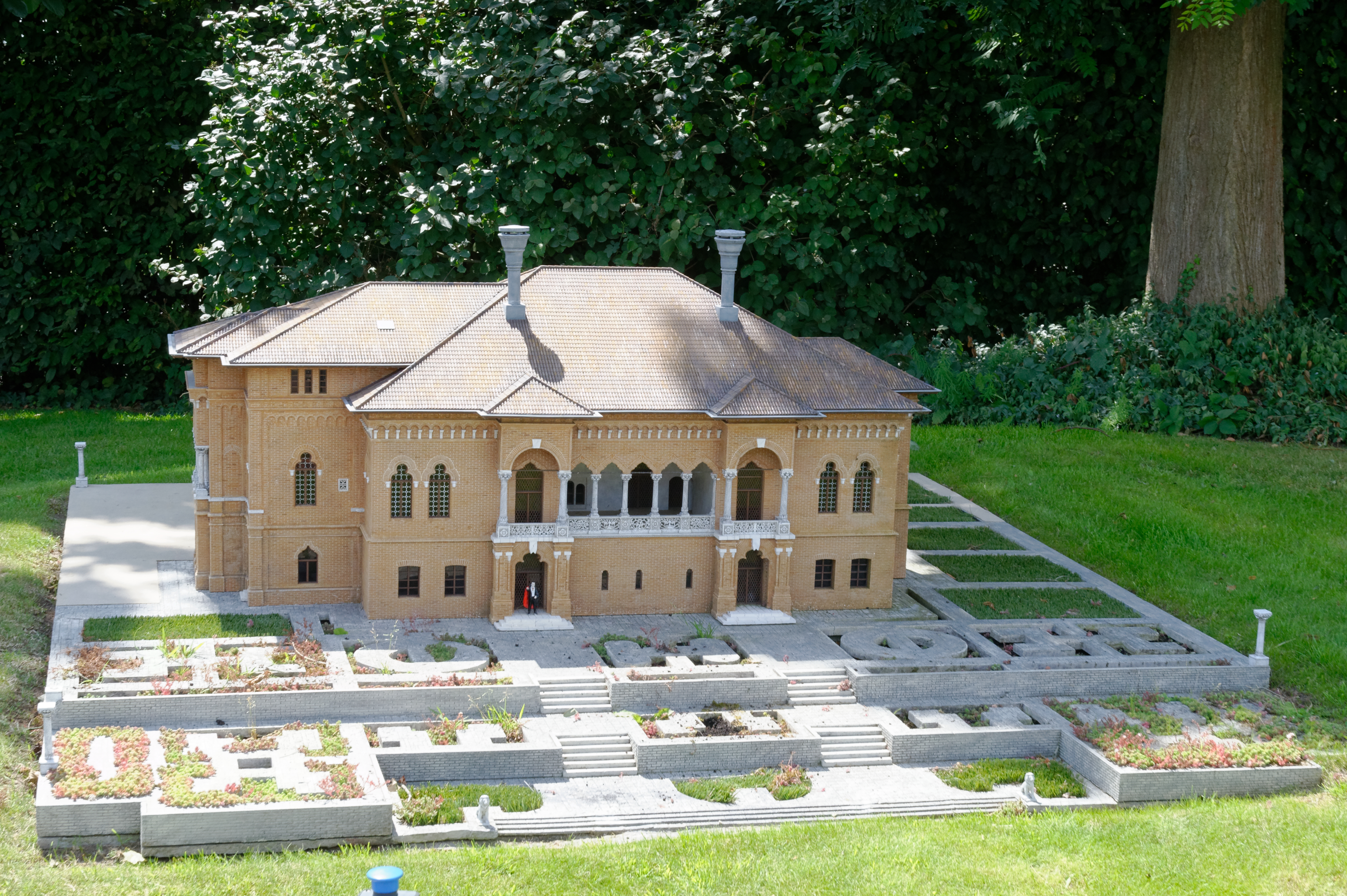
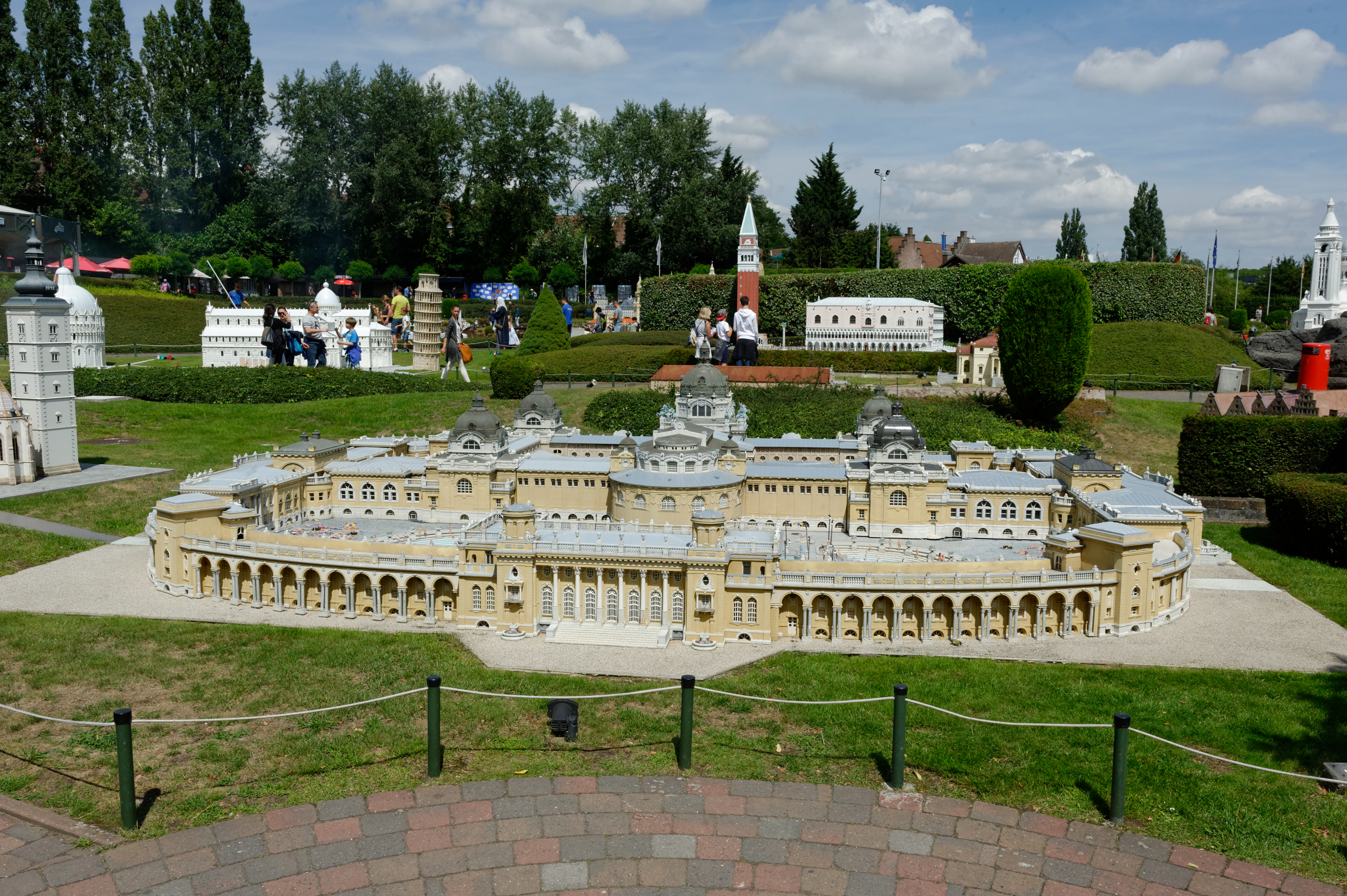
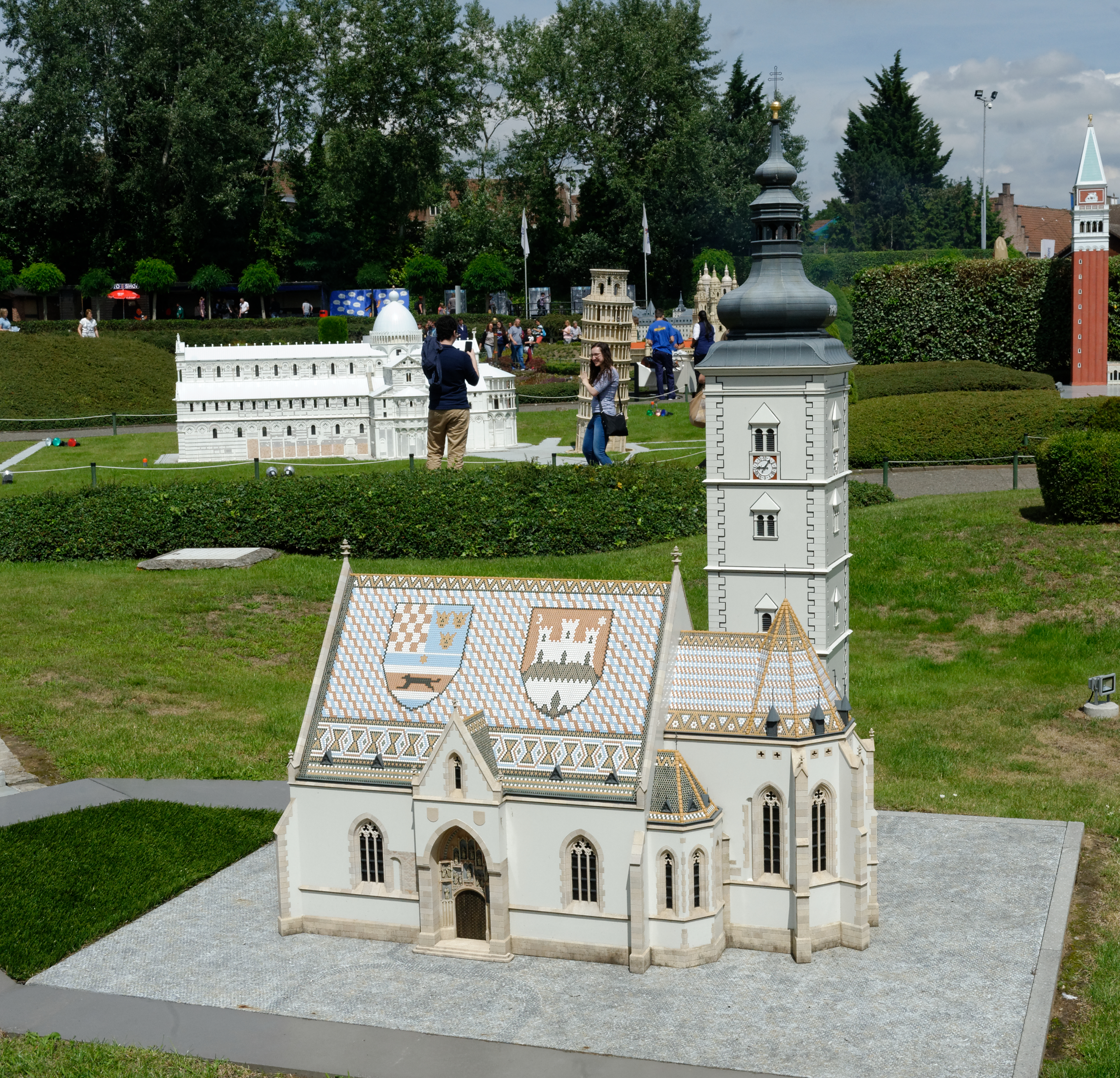

## 같이 보기
- 마두로담
- 미니문두스